# شهرستان آرتیبونیت
شهرستان آرتیبونیت (به لاتین: Artibonite Department) یک شهرستان در هائیتی است.

## خصوصیات
شهرستان آرتیبونیت ۴۹٬۸۸۶٫۹۴ کیلومترمربع مساحت و ۱٬۷۲۷٬۵۲۴ نفر جمعیت دارد.